# Stuart Sutcliffe
Stuart Fergusson Victor Sutcliffe (Edinburgh, 23 juni 1940 - Hamburg, 10 april 1962) was een Britse kunstschilder en musicus. Sutcliffe speelde basgitaar in The Beatles; hij en Pete Best zijn de enige voormalige Beatles die de band verlieten voordat de band doorbrak. 

## Biografie
Sutcliffe was schilder en een goede vriend van John Lennon. Toen hij in 1959 een schilderij verkocht voor 65 Engelse pond, overtuigde Lennon hem dit geld te gebruiken voor de aanschaf van een basgitaar, zodat hij bij Lennons band kon komen spelen. Sutcliffe bleek geen getalenteerd bassist, tot ongenoegen van vooral Paul McCartney.
Sutcliffe werd lid van de band. Na een van de optredens (in Litherland Town Hall in Liverpool) kreeg hij ruzie en raakte gewond aan zijn hoofd.
Toen de nog onbekende Beatles naar Hamburg vertrokken voor een serie optredens, ontmoette Sutcliffe daar Klaus Voormann. Die stelde hem voor aan zijn vriendin Astrid Kirchherr, met wie Sutcliffe later een relatie zou krijgen. Kirchherr veranderde Sutcliffes kapsel en hij bleek later het eerste Beatleskapsel te dragen.
Bij terugkeer van de groep naar Liverpool bleef Sutcliffe achter en begon aan een kunststudie in Hamburg. In juli 1961 verliet hij de band definitief.
Op 10 april 1962, een dag voordat The Beatles weer naar Hamburg vertrokken voor hun derde Duitse tournee, overleed Stuart Sutcliffe aan de gevolgen van een hersenbloeding. Zijn overlijden werd veroorzaakt door een aneurysma in de hersenen met een bloeding in het rechter ventrikel. Het idee dat hij betrokken zou zijn geweest bij een vechtpartij die later tot zijn dood zou hebben geleid, is door meerdere bronnen afgedaan als speculatie.
De beginperiode van The Beatles en vooral de rol van Stuart Sutcliffe (vertolkt door Stephen Dorff) daarin werd in 1994 verfilmd onder de naam Backbeat.
- Bibliothèque nationale de France: cb16183394j (data)
- Gemeinsame Normdatei: 119165554
- International Standard Name Identifier: 0000 0000 7690 5456
- Library of Congress Control Number: no2002015462
- MusicBrainz: 49a51491-650e-44b3-8085-2f07ac2986dd
- Nationale Bibliotheek van Tsjechië: xx0266409
- Nationale Bibliotheek van Israël: 987012370464005171
- Nationale Bibliotheek van Polen: a0000002840561
- Nederlandse Thesaurus van Auteursnamen: 239717872
- RKD-Nederlands Instituut voor Kunstgeschiedenis: 315463
- SNAC: w6bk5s3j
- Système universitaire de documentation: 143475088
- Union List of Artist Names: 500029949
- Virtual International Authority File: 3274728
- WorldCat: E39PBJmXMxJ7VpB8hXdhpyymVC